# Philippe Le Sourd
Philippe Le Sourd ist ein französischer Kameramann.

## Leben
Le Sourd begann seine Tätigkeit im Filmgeschäft als Kameraassistent in den frühen 1990er Jahren. Seit 1996 ist er als eigenständiger Kameramann aktiv. Für seine Arbeit an The Grandmaster wurde er 2014 u. a. für den Oscar in der Kategorie Beste Kamera nominiert. Er gewann für die Arbeit u. a. den Asian Film Award und Hong Kong Film Award. Sein Schaffen umfasst mehr als zwei Dutzend Produktionen, darunter vor allem Musikvideos.

## Filmografie (Auswahl)
- 2006: Ein gutes Jahr (A Good Year)
- 2008: Sieben Leben (Seven Pounds)
- 2013: The Grandmaster (Yi dai zong shi)
- 2017: Die Verführten (The Beguiled)
- 2020: On the Rocks
- 2023: Priscilla